# إدميستون (نيويورك)
إدميستون (بالإنجليزية: Edmeston, New York)‏ هي بلدة أمريكية تقع في الولايات المتحدة في مقاطعة أوتسيغو، نيويورك. يقدر عدد سكانها بـ 1,826 نسمة ومساحتها 115.5 كم2 وترتفع عن سطح البحر 436 متر.